# Ctenosaura hemilopha
El garrobo de cola espinosa (Ctenosaura hemilopha), también conocida comúnmente como iguana de cola espinosa o iguana de palo, es una especie endémica de Baja California Sur.  Es arbórea y principalmente herbívora, a pesar de que pueda ser un carnívoro oportunista. Los machos pueden crecer hasta 100 centímetros de longitud, mientras las hembras son más pequeñas, con una longitud de hasta 70 centímetros. Actualmente de reconocen cinco subespecies.
La existencia de poblaciones principales e insulares de esta especie ha sido valiosa para proporcionar a los biólogos estudios y grupos de control para comparar la evolución de poblaciones de islas y su contraparte del territorio principal.

## Taxonomía y etimología
Ctenosaura hemilopha fue originalmente descrita por el zoólogo Edward Drinker Cope en 1863. El nombre genérico, Ctenosaura, está derivado de dos palabras griegas: ctenos (Κτενός), que significa "peine" (refiriéndose al parecido de las escamas de la espalda y cola con este objeto), y saura (σαύρα), que significa "lagarto". Su nombre concreto es una combinación de la palabra griega hemisus (ήμισυς) que significa "medio" o "mitad" y lophos (λοφος) que significa "cresta" o "penacho" ; ambos son en referencia a la cresta corta de escapas que tiene el animal, comparados con otras especie de su genero.
Hay cinco subespecies de C. hemilopha que son todas similares en apariencia y hábitat.
- C. h. hemilopha habita en la mitad sur de la península de Baja California Sur, México.[4]
- C. h. conspicuosa se encuentra en la Isla San Esteban y la Isla Cholludo en el Golfo de California.[4]
- C. h. insulana se encuentra en Isla Cerralvo (ahora Isla Jacques Cousteau) a 5 millas de la parte del sur de la Baja, cercano La Paz, Baja California Sur.[4]
- C. h. macrolopha está se encuentra en Hermosillo, Sonora, y del sur a la mitad de Sinaloa.[4]
- C. h. nolascensis en encontrada en Isla San Pedro Nolasco.[4]

## Distribución y hábitat
Se cree que estas iguanas pueden haber llegado a la península y las islas porque los habitantes de los pueblos indígenas Seri los transportaron allí desde la masa continental hace miles de años para ser usados como comida.   Esta teoría está basada en el hecho que la distribución costera de la principal parte de México termina a 115 km del sur de la Isla San Esteban.  Contrariamente a predicciones de la teoría del nicho ecológico, la especie convive con el chacahuala gigante de la isla San Esteban (Sauromalus varius) en isla San Esteban. Las dos especies forrajean las mismas plantas en el mismo hábitat al mismo tiempo a la misma hora del día durante la misma estación, sin que ninguna desplace a la otra.
La iguana de cola espinosa hace su madriguera en viejos nidos de pájaros carpinteros en cardones gigantes (Pachycereus pringlei), y en otras cavidades del árbol. Los factores más importantes que determinan la elección de cardones es la existencia de otros agujeros, y la altura del cardón porque estos tipos de refugios permiten a los lagartos alimentarse y tomar el sol en el árbol, minimizando el riesgo de predacion.

## Descripción
Las crías de iguana de cola espinosa tienen una tonalidad que va de un color verde a amarillo, que se torna grisáceo con la edad. Cuando este animal madura puede ser blanco o ligeramente gris con galones negros, dependiendo de condiciones de calor o incluso el temperamento del animal.
Los machos llegan a una longitud máxima de 100 centímetros, mientras las hembras son cerca de 30% más pequeñas alcanzando los 70 centímetros. Los machos desarrollan grandes papadas y una cresta dorsal hecha de escamas dorsales más grandes, causando dimorfismo sexual en este animal.

### Dieta
Como otros iguánidos, la iguana de cola espinosa es principalmente herbívoro, comiendo flores, raíces, fruta, y cacto como el Jatropha cuneata y el más alto, Solanum hindsianum.  Ellas pueden comer animales más pequeños, huevos, y artrópodos, si se presenta la oportunidad.